# Dracaena (animal)
Dracaena é um gênero de lagartos semi-aquáticos e diurnos da ordem Squamata e família Teiidae que habita planícies inundadas e pantanosas em regiões do noroeste da América do Sul (entre a Guiana Francesa até a Colômbia, na bacia do rio Amazonas, e até o Paraguai, no complexo do Pantanal).

## Descrição
O gênero inclui duas espécies: Dracaena guianensis Daudin, 1801 e Dracaena paraguayensis Amaral, 1950 e foi criado por François Marie Daudin após a classificação de sua primeira espécie, através de uma ilustração de 1788, denominada "La dragonne", publicada por Lacépède; com o nome genérico Dracaena sendo um substantivo que significa um dragão feminino, "drakaina" (δράκαινα), na mitologia grega. São caracterizados por ser bons nadadores e por se alimentar principalmente de moluscos aquáticos de seu habitat, que mastigam com ajuda de uma dentição e musculatura mandibular adequadas para tal finalidade.

## Galeria

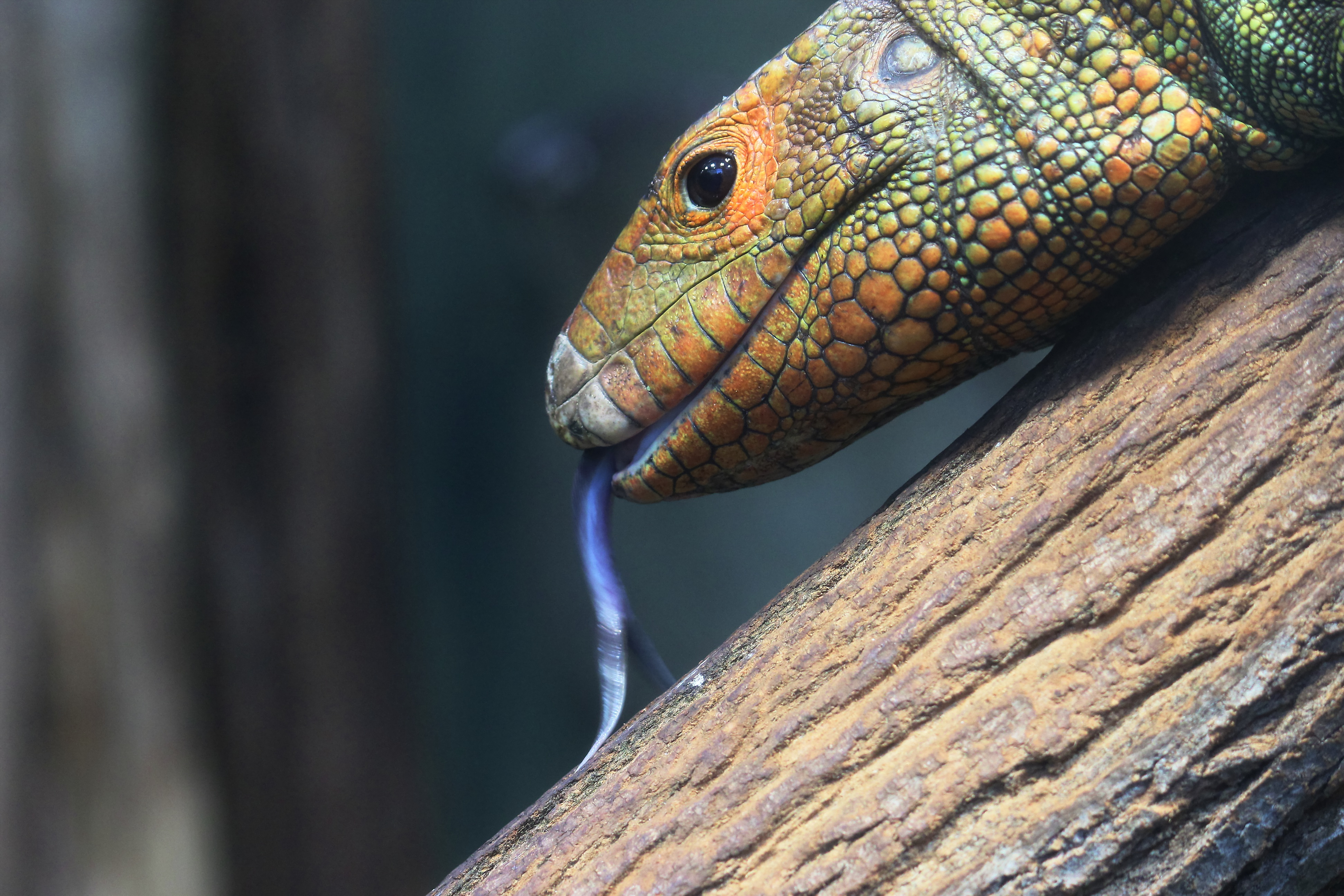
Lagartos do gênero Dracaena possuem a língua bifurcada e de coloração azulada.